# Bodie Island Light Station
Ne doit pas être confondu avec Bodie Island Lifesaving and Coast Guard Station.
La Bodie Island Light Station est un district historique américain situé sur Bodie Island, dans le comté de Dare, en Caroline du Nord. Protégé au sein du Cape Hatteras National Seashore, il est inscrit au Registre national des lieux historiques depuis le 4 juillet 2003. Il se compose principalement du phare de Bodie Island ainsi que de l'ancienne habitation du gardien aujourd'hui transformée en un office de tourisme du National Park Service, le Bodie Island Visitor Center.